# Anselmo Ralph
Anselmo Ralf Andrade Cordeiro, noto come Anselmo Ralph (Luanda, 12 marzo 1981), è un cantante angolano.

## Biografia
Anselmo Ralph è stato candidato agli MTV Europe Music Awards per la prima volta nel 2006, anno in cui ha esordito con l'album in studio Histórias de amor, successo sufficiente da fruttargli una nomination per l'MTV Europe Music Award al miglior artista africano. Ha successivamente vinto l'MTV Africa Music Award al miglior artista lusofono. Con A dor do Cupido (2013) e Amor é cego (2016), ha raggiunto la vetta della classifica album portoghese. Não me toca è stato il 4º singolo più scaricato digitalmente in Portogallo del 2013.
La Associação Fonográfica Portuguesa gli ha assegnato cinque dischi d'oro e due di platino, equivalenti a un totale di 45 000 unità accumulate in Portogallo.

## Discografia

### Album in studio
- 2006 – Histórias de amor
- 2007 – As ultimas histórias de amor
- 2013 – A dor do Cupido
- 2016 – Amor é cego
- 2020 – Momentos

### EP
- 2022 – Viagens
- 2024 – Reina del flow (con Chris Marhsall)

### Raccolte
- 2014 – O melhor de Anselmo Ralph

### Singoli
- 2010 – Atira água (con Nelson Freitas ed Eddy Parker)
- 2015 – O teu crime é só 1
- 2016 – Todo teu
- 2019 – Pra cuiar mais (feat. C4 Pedro)
- 2020 – Quase te perdi
- 2020 – Vais me perder
- 2022 – Como se te fosse perder (con Diogo Piçarra)
- 2022 – Só mais uma vez (con Lourena)
- 2022 – Cê não tem noção (con i Melim)
- 2022 – Chikita mala (con Ir-Sais)
- 2022 – Só por uma canção (con Rebecca e Jimmy P)
- 2022 – Cura essa saudade (con Lauana Prado)
- 2022 – Dando love (con Gaab)
- 2022 – Tratar bem
- 2023 – Nunca vou deixar
- 2023 – Sola (con Rick Ross e Soge Culebra)
- 2023 – Mil y una noches (con Carlos Baute)